# Swimming World Magazine
Swimming World Magazine è un mensile statunitense pubblicato per la prima volta nel gennaio del 1960.
La testata possiede anche un proprio sito internet (conosciuto fino al 2006 come SwimInfo), tra i più rilevanti per il mondo natatorio.
Annualmente la rivista assegna il prestigioso riconoscimento di Nuotatore dell'anno (Swimmer of the Year), che viene attribuito ai migliori nuotatori mondiali e continentali.